# Olof Rodhe
Olof Rodhe, född 24 april 1879 i Göteborg, död 12 januari 1941 i Stockholm, var en svensk bergsingenjör och uppfinnare. Han var son till skolmannen B.C. Rodhe samt far till Sten Olof, Wilhelm, Lennart och Bertil Rodhe.
Rodhe utexaminerades från Bergsskolan 1901 och var bland annat anställd vid Metallurgiska Patent AB 1903–07, verkade därefter som konsulterande ingenjör i Stockholm till 1911, då han tillträdde en befattning i ingenjörsfirman Fritz Egnell.
Rodhe konstruerade en sinnrik apparat för automatisk analys av rökgaser, vilken patenterades (1908) och under benämningen Mono erhöll vidsträckt användning. För uppfinningens exploatering bildades 1918 Svenska AB Mono med Rodhe som överingenjör och ledamot av styrelsen. Dotterbolag bildades i USA (1919) och Tyskland (1922). Åren 1925–34 var han bosatt i Rahlstedt, Hamburg.